# World Series of Poker
World Series of Poker (WSOP, česky Světová pokerová série) je každoroční série pokerových turnajů, která se koná v Las Vegas. Její historie sahá až do roku 1970.
Počet turnajů v sérii se postupem let měnil, v roce 2011 se hrálo 58 jednotlivých událostí (eventů), v roce 2017 už 74. Přestože je napříč sérií obsažena většina známých pokerových variant, více než polovina z celkového počtu turnajů poslední doby jsou různé formy texas holdemových turnajů. Vstupné se pohybuje od 500 $ (výroční No Limit Hold'em turnaj pouze pro zaměstnance kasín) až po 50.000 $ (The Poker Player's Championship). Výherce každého z turnajů obdrží mimo finanční výhry i náramek World Series of Poker, který je známkou pokerové prestiže.
Hlavním bodem každé WSOP je $10.000 no-limit hold 'em „Main Event“ (neboli hlavní událost). Již roku 1991 dosáhla výhra za první místo v tomto turnaji hranice jednoho milionu dolarů, v roce 2010 to bylo již bezmála devět milionů. Tento turnaj je všeobecně brán jako mistrovství světa v pokeru a jeho vítěz je tedy považován za neoficiálního mistra světa. V roce 2017 se tímto neoficiálním světovým šampionem stal 25letý Američan Scott Blumstein, který za vítězství mezi 7.221 účastníky turnaje získal odměnu ve výši $8.150.000.
Od roku 2007 je také pravidelně pořádáno World Series of Poker Europe (WSOPE), které se koná v Evropě. Zachovává stejný formát, jako lasvegaské WSOP, včetně náramků pro vítěze. V roce 2017 se WSOPE vůbec poprvé konala v České republice, v termínu od 19. října do 10. listopadu ji hostilo rozvadovské kasino King's. V jedenácti náramkových turnajích se hrálo dohromady o €25.442.796, ve třech z těchto turnajů se podařilo zvítězit českým hráčům.

## České úspěchy
- 9. listopadu 2011 zasedl k finálovému souboji v hlavním turnaji poprvé Čech. Martin Staszko zde obsadil druhé místo a získal v přepočtu 98 milionů korun ($ 5 433 086).[7]
- 5. července 2012 zvítězil Tomáš Junek v Eventu #56 s buy-inem (startovným) $ 1 500. Junek vyhrál $661.022 a jako první český hráč zlatý náramek, navázal na něj až Artur Rudziankov v roce 2017.
- 22. června 2013 – Michal Maryška skončil 3. v Eventu #35 (hraný ve formátu Pot Limit Omaha) s buy-inem $ 3 000, vyhrál $ 154 312.
- 15. července 2013 – Jan Nakládal skončil 18. v Main Eventu, za v té době druhý nejlepší český výsledek v hlavním turnaji obdržel odměnu $ 357 655.
- 6. července 2014 – Michal Maryška si zahrál na finálovém stole prestižního šampionátu v Pot Limit Omaze s buy-inem $ 10 000, za osmé místo bral $ 95 361.
- 18. června 2015 – Artur Rudziankov skončil druhý v Eventu #30 s buy-inem $ 1 000. Rudziankov ve finále podlehl pouze argentinskému profesionálovi Ivanu Lucovi a za druhé místo inkasoval $ 219 976.
- 4. července 2015 – Druhý skončil ve stejném ročníku také Vítek Pešta. V Eventu #62 Bounty s buy-inem $ 1 500 vyhrál $ 206 734. Ve stejném turnaji si na finálovém stole zahrál i další český hráč Vojtěch Růžička.
- 7. června 2016 – V turnaji Colossus s buy-inem $565 dosáhli mezi 21 613 zaregistrovanými hráči na finálový stůl hned dva čeští hráči. Marek Ohnisko skončil 5. s odměnou $ 263 962, Jiří Horák se stal dalším z řady českých zástupců, kterým jen těsně unikl prestižní zlatý náramek. Za 2. místo inkasoval $ 618 000.
- 2. listopadu 2016 – Vojtěch Růžička se stal po Martinu Staszkovi druhým českým finalistou Main Eventu, za páté místo si z něj odnesl také dosud druhou nejvyšší českou pokerovou výhru $ 1 935 288.
- 4. července 2017 – Artur Rudziankov se při své druhé účasti v heads-upu náramkového turnaje dočkal vítězství, v dohrávce porazil Maria Pratse a za vítězství v Eventu #58 No Limit Hold'em Freezeout s buy-inem $1 500 získal odměnu $395 918. Po Tomáši Junkovi se Artur stal teprve druhým českým majitelem zlatého náramku z WSOP[8].
- 26. října 2017 – Ve třetím z celkem jedenácti turnajů, o kterém se hrálo během evropské odnože WSOPE v rozvadovském kasinu King's, se potřetí v historii radoval ze zisku zlatého náramku český hráč. Martin Kabrhel zvítězil v No Limit Hold'em – Super Turbo Bounty Eventu s buy-inem €1 100, společně s trofejí získal odměnu €53 557[9].
- 31. října 2017 – I v šestém z jedenácti turnajů WSOPE v rozvadovském kasinu King's dokázal zvítězit tuzemský hráč, Lukáš Záškodný jako vůbec první Čech zvítězil v turnaji ve variantě Pot Limit Omaha. V heads-upu €2 200 PLO 8-Max Eventu Záškodný porazil Američana Allen Kesslera a kromě zlatého náramku získal i odměnu ve výši €93 677.[10]
- 3. listopadu 2017 – Jako čtvrtý český hráč v roce 2017 a pátý celkově si zlatý náramek zajistil Matouš Skořepa. Zvítězit se mu podařilo v €550 WSOPE Colossus Eventu, ve kterém bylo zaplaceno 4.115 buy-inů. Po přemožení Rakušana Floriana Fuchse v závěrečné heads-upu získal Skořepa společně s náramkem odměnu €270 015.[11]

### Nejlepší české výsledky na World Series of Poker podle velikosti výhry
| Rok  | Hráč             | Event               | Pořadí      | Výhra      |
| 2011 | Martin Staszko   | $10k Main Event     | 2. / 6 865  | $5 433 086 |
| 2016 | Vojtěch Růžička  | $10k Main Event     | 5. / 6 737  | $1,935,288 |
| 2012 | Tomáš Junek      | $1,5k NLH           | 1. / 2 798  | $661,022   |
| 2016 | Jiří Horák       | $565 Colossus       | 2. / 21 613 | $618,000   |
| 2017 | Artur Rudziankov | $1,5k NLH           | 1. / 1 763  | $395,918   |
| 2013 | Jan Nakládal     | $10k Main Event     | 18. / 6 352 | $357,655   |
| 2017 | Matouš Skořepa   | €550 Colossus WSOPE | 1. / 4 115  | €270,015   |

### Čeští výherci zlatých náramků WSOP
- WSOP 2012 – Tomáš Junek -  Event #56: $1,500 NLHE – $661,022
- WSOP 2017 – Artur Rudziankov –  Event #58: $1,500 NLHE – $395,918
- WSOPE 2017 – Martin Kabrhel – Event #3: €1,100 No-Limit Holdem Turbo Bounty Hunter – €53,557
- WSOPE 2017 – Lukáš Záškodný – Eventu #6: €2,200 Pot-Limit Omaha – €93,677
- WSOPE 2017 – Matouš Skořepa – Eventu #5: €550 THE COLOSSUS – €270,015